# Spectrographe

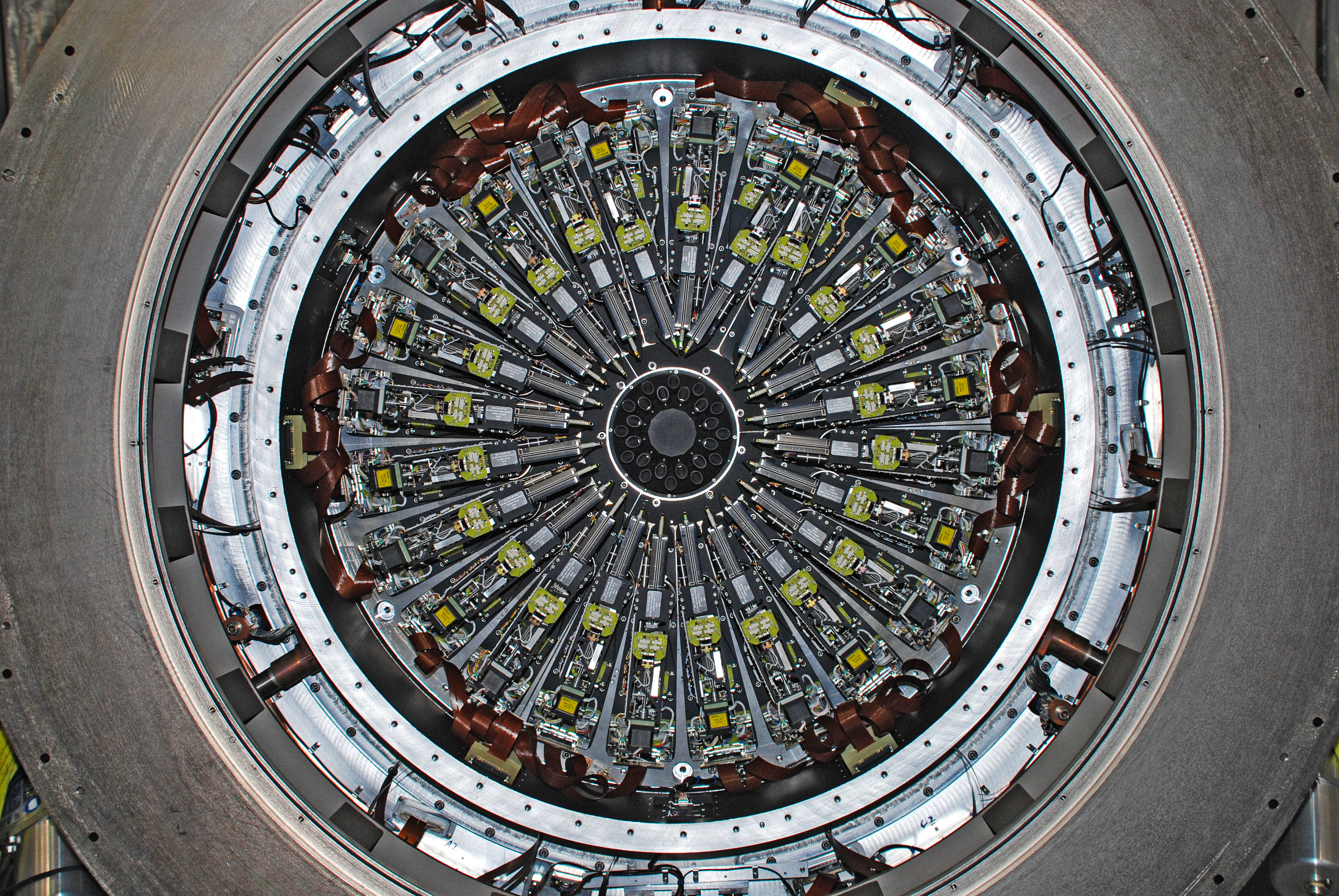
Le spectrographe KMOS.

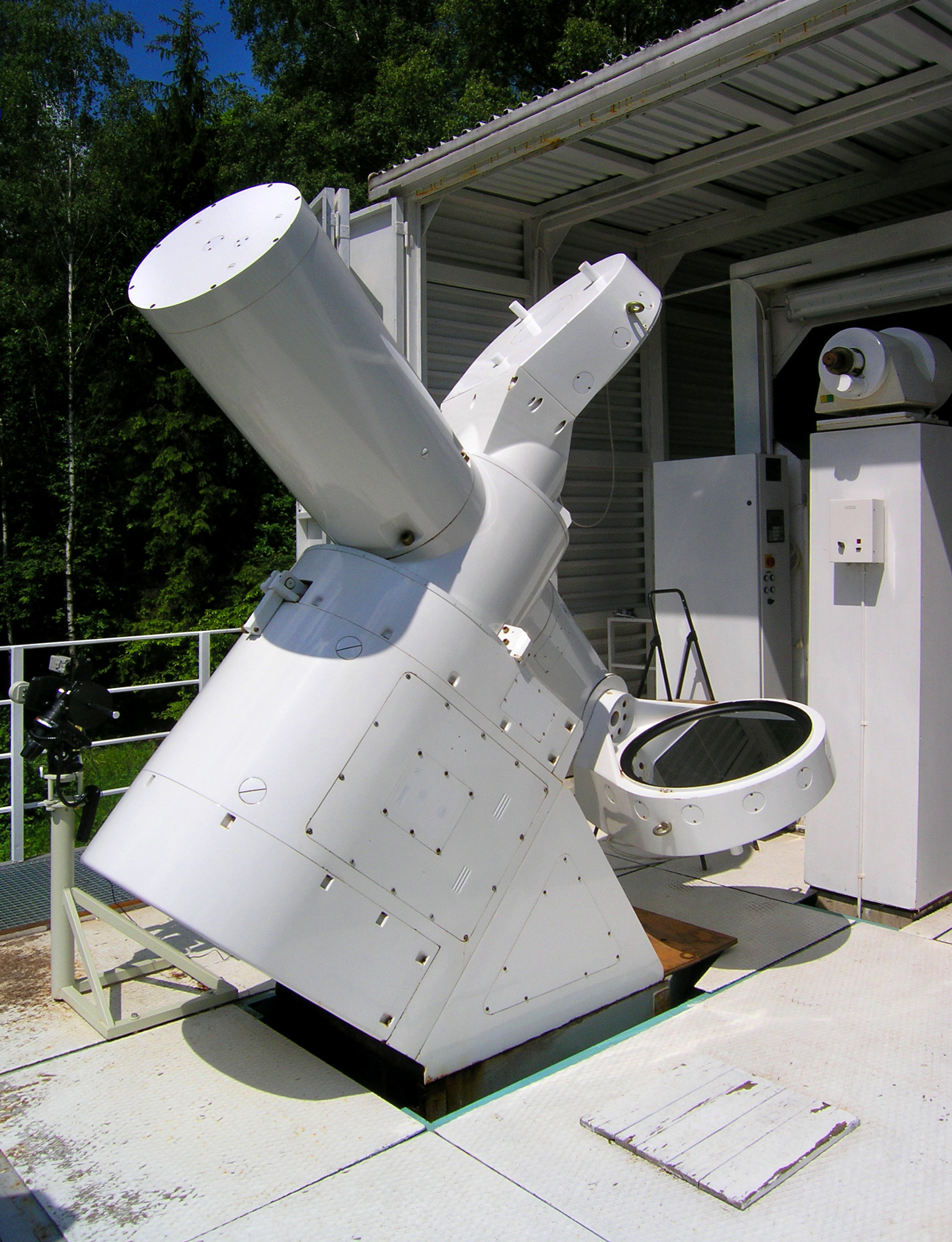
Spectrographe Solaire Horizontal à l'Institut Astronomique Tchèque de Ondřejov, République tchèque

Un spectrographe est un instrument d'optique qui disperse lumière en fonction de la longueur d'onde, pour former un spectre et qui enregistre le signal au moyen d'une caméra CCD ou d'un autre type de détecteur (photographie, photodiode ou photomultiplicateur, ...),.
Le terme a été utilisé pour la première fois en juillet 1876 par Henry Draper qui a inventé cet appareil, avec lequel il a pris plusieurs photos du spectre de Vega. Cette première version du spectrographe était lourde et difficile à utiliser. Le spectrographe se distinguait alors du spectroscope, qui était limité à l'observation visuelle (et au dessin) des spectres, par sa capacité d'enregistrement.
Contrairement à télescope, télégraphe et télémètre qui sont trois objets radicalement différents, le spectroscope, le spectrographe et le spectromètre sont très similaires. Ces noms sont souvent des synonymes, et le terme préféré dépend en partie du domaine scientifique ou technique considéré. cf. l'article Spectromètre.